# Javier Eseverri
Javier Eseverri Barace (Pamplona, Navarra, España, 28 de agosto de 1977), más conocido como Javi Eseverri, es un exjugador de fútbol sala que juega de cierre y su equipo fue el Osasuna Magna de la División de Honor.

## Palmarés

### Campeonatos nacionales
| Título                   | Club        | País   | Año  |
| ------------------------ | ----------- | ------ | ---- |
| Segunda División         | MRA Navarra | España | 1998 |
| Copa de Segunda División | MRA Navarra | España | 1998 |

### Campeonatos internacionales
| Título   | Selección          | País     | Año  |
| -------- | ------------------ | -------- | ---- |
| Eurocopa | Selección española | Portugal | 2007 |
| Eurocopa | Selección española | Hungría  | 2010 |

### Distinciones individuales
| Distinción                    | Año  |
| ----------------------------- | ---- |
| Mejor Ala - Cierre de la LNFS | 2006 |